# Spanien under Restaurationen
Spanien under Restaurationen er den tid i Spaniens historie, hvor huset Bourbon genvandt tronen efter, at Den første spanske republik var blevet opløst den 29. december 1874 ved et statskup af Martinez Campos, og Alfonso XII blev konge. I 1931 blev Spanien imidlertid en republik på ny. En ny bourbonsk restauration fandt sted efter Francos død, da Juan Carlos I besteg tronen som konge.